# Słownik języka polskiego (Samuel Bogumił Linde)
Słownik języka polskiego – słownik języka polskiego autorstwa Samuela Bogumiła Lindego w 6 tomach, wydany w Warszawie w latach 1807–1814. Był to pierwszy jednojęzyczny słownik języka polskiego. Zawierał 60 tys. haseł, w tym ok. 2000 nazw własnych. Stanowił największe i najbardziej kosztowne przedsięwzięcie wydawnicze w Księstwie Warszawskim. Słownik miał również wznowienie poszerzone przez Augusta Bielowskiego w latach 1854–1860.

## Historia
Pomysł napisania słownika normatywnego powstał w Towarzystwie Przyjaciół Nauk, którego członkowie namówili do tego Samuela Bogumiła Lindego. Jego kandydaturę wzięto pod uwagę ze względu na kompetencje oraz dostęp do źródeł. Linde był uznanym slawistą oraz tłumaczem, a od roku 1794 przez dziesięć lat pracował w bibliotece Józefa Maksymiliana Ossolińskiego w Wiedniu, porządkując i poszerzając jego księgozbiór. W oparciu o bogate zbiory biblioteczne swojego pracodawcy zgromadził liczne materiały do planowanego wydania słownika języka polskiego .

### Redakcja dzieła
Pomimo tego, że Linde jest autorem większości treści oraz pełnił funkcję redaktora naczelnego wydawnictwa, to dzieło ma charakter pracy zespołowej. Udział w opracowaniu materiału językowego mają również inni autorzy. Pierwszym z nich jest pracodawca oraz protektor autora Józef Maksymilian Ossoliński, którego Linde wymienia we wstępie jako osobę, która zainicjowała projekt, niosła mu wsparcie oraz udzielała się w pracy nad zawartością: „...czas zbywający w zatrudnieniach bibliotecznych na tę pracę wolny zostawił” oraz sam w proces utworzenia słownika angażował się „tak kosztem jak osobistym trudem” .
Podobną rolę spełnił teoretyk literatury oraz komediopisarz książę Adam Kazimierz Czartoryski, który w trakcie opracowania materiału językowego prowadził z autorem: „literacką korespondencję zaszczycając autora, zbogacił dzieło wiadomościami, objaśnieniami, wyłuszczeniami (...) zwłaszcza co do języków wschodnich”. Obu osobom, zarówno Ossolińskiemu, jak również Czartoryskiemu autor dziękuje we wstępie dedykując im swoje dzieło .
Przy zbieraniu materiału językowego czerpanego z mowy potocznej Linde korzystał również z pomocy współpracownika, którego wymienia we wstępie do pierwszego tomu. Słownictwo używane w warszawskich warsztatach rzemieślniczych zebrał prof. Antoni Magier: „(...) stąd imię jego często jest cytowane pod słowami rzemieślniczemi lub kunsztownemi” .
Ponieważ Linde nie w pełni władał polszczyzną literacką, pewne informacje o charakterze normatywnym zostały wprowadzone przez korektorów. Korekty dokonywali zaprzyjaźnieni z autorem: rektor konwiktu pijarskiego Kajetan Kamieński oraz Konstanty Wolski profesor Liceum Warszawskiego. Poprawki te często związane były z uzupełnianiem słownika o nowe treści, o czym wspomina sam autor we wstępie, że „niejednym wyrazem, znaczeniem, lub też i przykładem zbiór ten zbogacili”. Podobną rolę spełnił prefekt drukarni pijarskiej w Warszawie ksiądz Szymon Bielski przygotowujący materiał do druku .

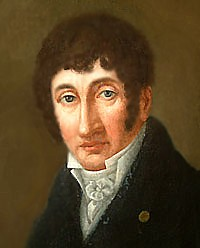
Autor słownika – Samuel Bogumił Linde
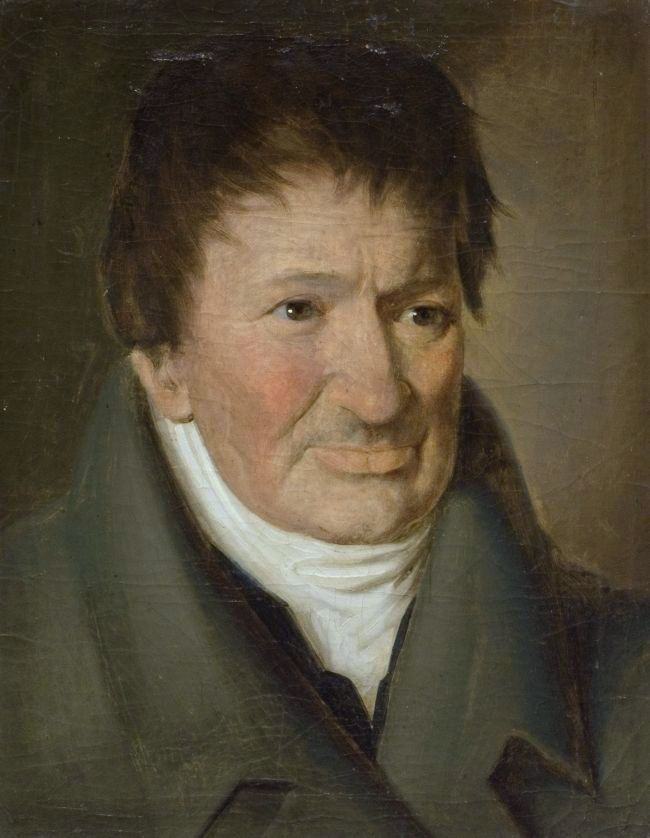
Protektor oraz współpracownik autora – Józef Maksymilian Ossoliński
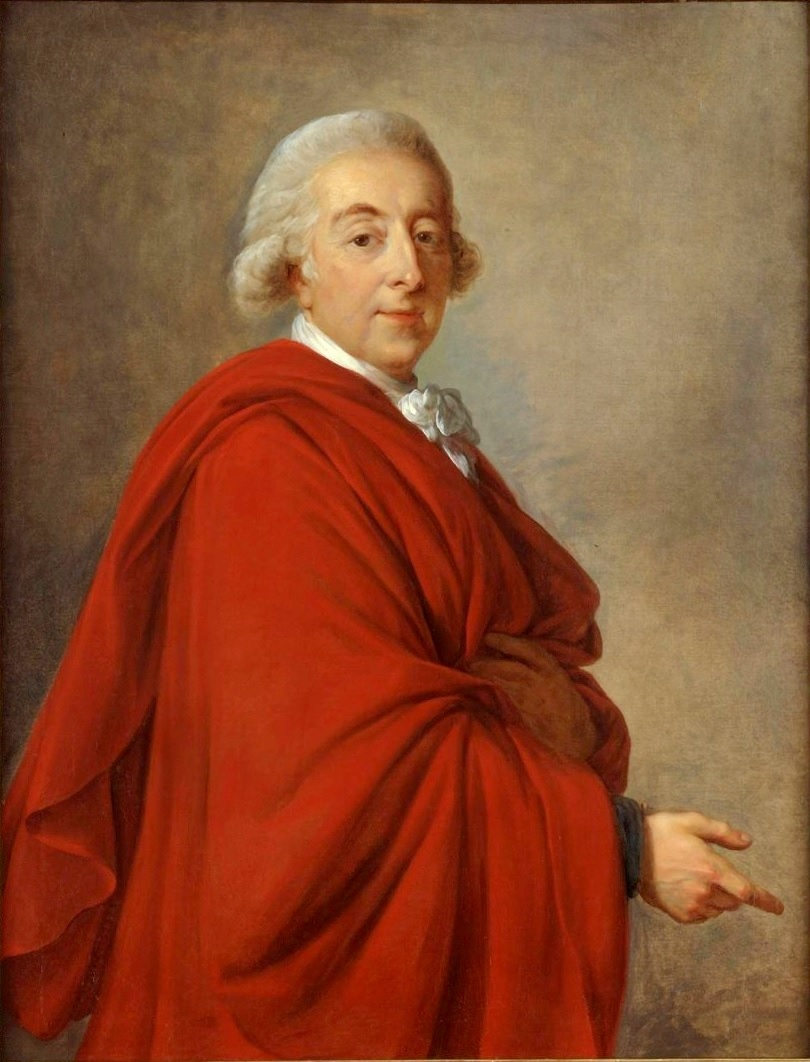
Sponsor oraz współpracownik – Adam Kazimierz Czartoryski
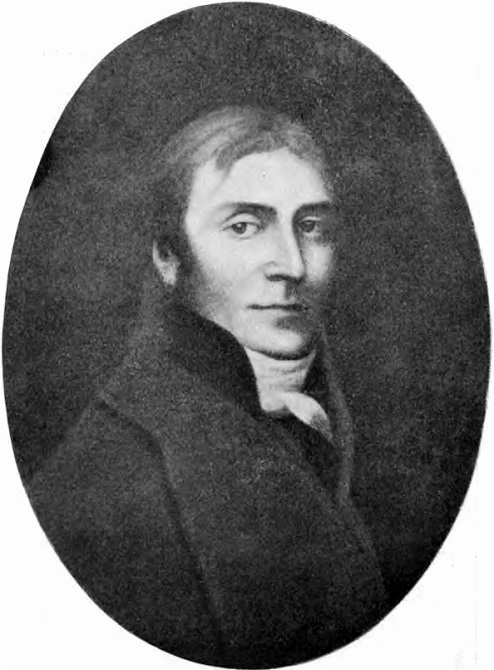
Współpracownik, który zebrał słownictwo potoczne – Antoni Magier

### Finansowanie, prenumerata oraz druk

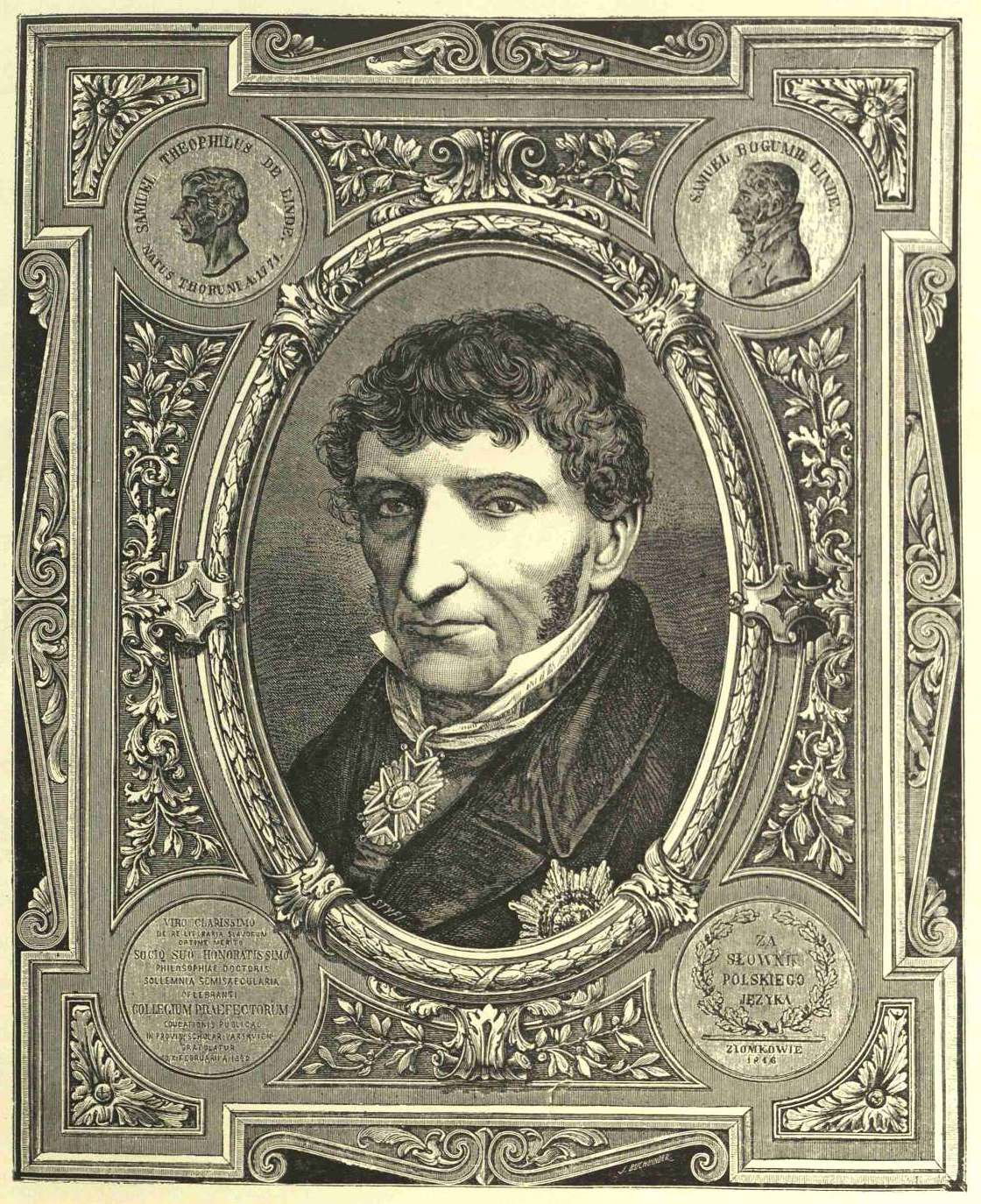
XIX wieczny drzeworyt z wizerunkiem Lindego oraz złotego medalu przyznanego mu za słownik przez namiestnika Królestwa Polskiego gen. Józefa Zajączka.

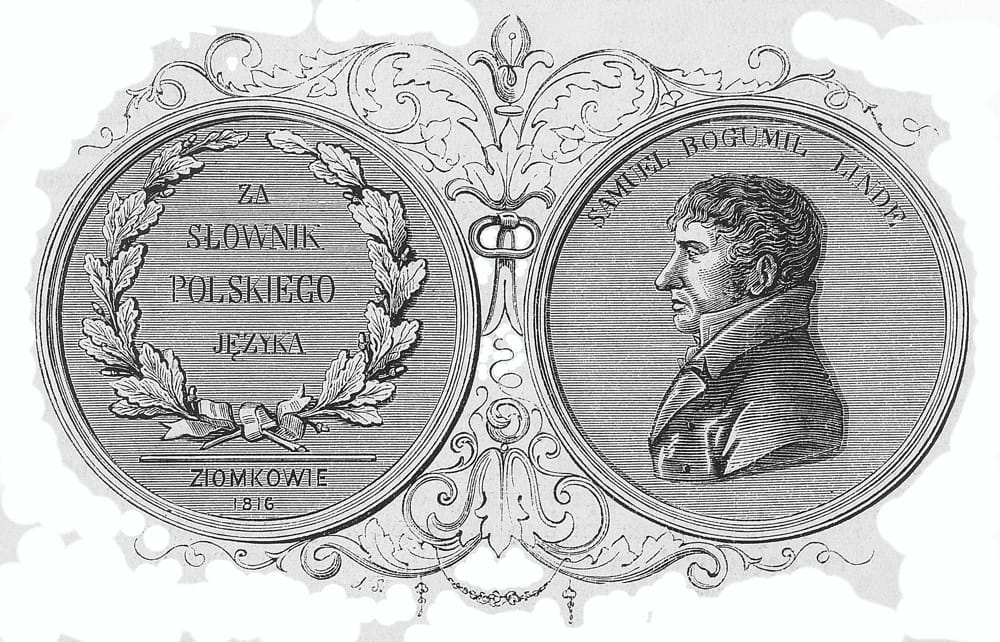
Rycina złotego medalu jaki autor otrzymał za Słownik języka polskiego zamieszczona w Tygodniku Ilustrowanym w 1864 roku.

Początkowo planowano tylko 4 tomy, ostatecznie słownik został wydany w sześciu tomach. Na wydanie słownika Linde pozyskiwał fundusze od swojego protektora hrabiego Ossolińskiego oraz innych sponsorów. Prawie połowę kosztów wydawnictwa pokrył ze swoich własnych zasobów książę Adam Czartoryski. Linde nadmienia we wstępie, że gdy przyszło do „obmyślenia kosztów druku (Czartoryski) prawie połowę wydatku sam jak najłaskawiej zastąpić raczył” . Donację na ten cel przyznał także car Aleksander I Romanow.
Druk dzieła stanowił duże wyzwanie techniczne. Rozmiar każdego tomu wynosił 23x30 cm, a ilość stron każdego z nich wynosiła średnio ok. 600, co dawało w sumie znaczną objętość całości. Pierwsze prace drukarskie odbywały się w warszawskim mieszkaniu autora i rozpoczęły się w roku 1806. Później dzieło drukowano w Drukarni Księży Pijarów w Warszawie należącej do zakonu pijarów. W następnym 1807 roku wyszedł pierwszy tom, a ostatni opublikowany został w 1814 . Nakład był stosunkowo mały i wyniósł jedynie 1200 egzemplarzy. Ze względu na dużą objętość dzieła cały komplet miał wysoką cenę pomimo dofinansowania ze strony sponsorów .
W dystrybucję oraz zbieranie prenumerat zaangażowało się wielu współpracowników związanych głównie ze środowiskiem Towarzystwa Warszawskiego Przyjaciół Nauk. W przedmowie do tomu pierwszego Linde podaje nazwiska prenumeratorów. Wśród nich znajdują się znane postacie należące do polskich elit: Tadeusz Czacki, Hugo Kołłątaj, Julian Ursyn Niemcewicz, Jan Śniadecki, Ignacy Błeszyński, Antoni Bazyli Dzieduszycki, Ludwik Pac, Rafał Kołłątaj, Teodor Potocki, Jan Nepomucen Umiński, Józef Sierakowski, Zuzanna Wilczyńska i inni . Pomimo zaangażowania protektorów dzieło nie sprzedawało się dobrze. Na początku 1805 liczba prenumeratorów wyniosła 50, z czego 20 to były szkoły oraz instytucje, w 1807 wzrosła do 116, a w trakcie całego procesu drukarskiego liczba prenumeratorów przekroczyła 300. Dziesięć lat po ukończeniu edycji pozostało 100 niesprzedanych kompletów .
Wkrótce jednak ze względu na niski nakład dzieło stało się bardzo rzadkie i poszukiwane. W latach 1854–1861 pojawiło się drugie wydanie słownika opublikowane przez Zakład Narodowy im. Ossolińskich we Lwowie w edycji Augusta Bielowskiego, który w oparciu o notatki Lindego wprowadził liczne dodatki i zmiany rozszerzające jego zawartość. Zmieniono też pisownię w oparciu o ortografię opracowaną w 1830 roku przez Towarzystwo Przyjaciół Nauk .
Przedruki dzieła wydano w okresie późniejszym, m.in. po II wojnie światowej w 1951 roku oraz w latach 1994–1995.

## Treść słownika
Słownik zawiera 60 000 zdefiniowanych haseł. Po raz pierwszy w polskim piśmiennictwie jako formę podstawową czasownika zastosowano bezokolicznik. Obok hasła głównego podano innojęzyczne odpowiedniki wyrazów hasłowych: niemieckie, z innych języków słowiańskich, a także łacińskie i greckie, w sumie 250 tys. ekwiwalentów. Znaczenia wyrazów zilustrowano cytatami autorów od XVI do początku XIX w. Ogółem dzieło zawiera ok. 200 tys. cytatów, wybranych z ok. 850 tekstów 400 autorów. Hasła były również opatrzone uwagami dotyczącymi historii i etymologii.

## Metodyka
Słownik miał układ alfabetyczno-gniazdowy, jednak zagnieżdżone były wyłącznie wyrazy zaczynające się od tej samej litery; osobno umieszczono czasowniki z prefiksami. Znaczenia wyrazów były podzielone i ponumerowane, nie zawsze jednak konsekwentnie; Linde ograniczał znaczenia. Odrębnymi częściami hasła były użycia przenośne i związki frazeologiczne. Jako że słownik w tym kształcie był pionierski, w definiowaniu wyrazów nie ma konsekwencji. Często definicje zastępowane były odpowiednio przeredagowanym dla potrzeb definicji cytatem – miał być dowodem na istnienie danej jednostki leksykalnej. W opisie, zwłaszcza zwierząt i roślin, nad wiedzą naukową przeważają uwagi dotyczące wyglądu. Tak słownik definiuje niedźwiedzia:

niedźwiedź zwierz dla składu ciała i długości włosów niekształtny, stopy ma podobne do ludzkich, u nas są czarne lub czerwonawe, mniejsze, bartnikami zwane, i małe, u których końce włosów połyskują się jak srebrne.

## Uznanie

Herb Słownik nadany Lindemu wraz z polskim szlachectwem za prace nad słownikiem przez cara Mikołaja I

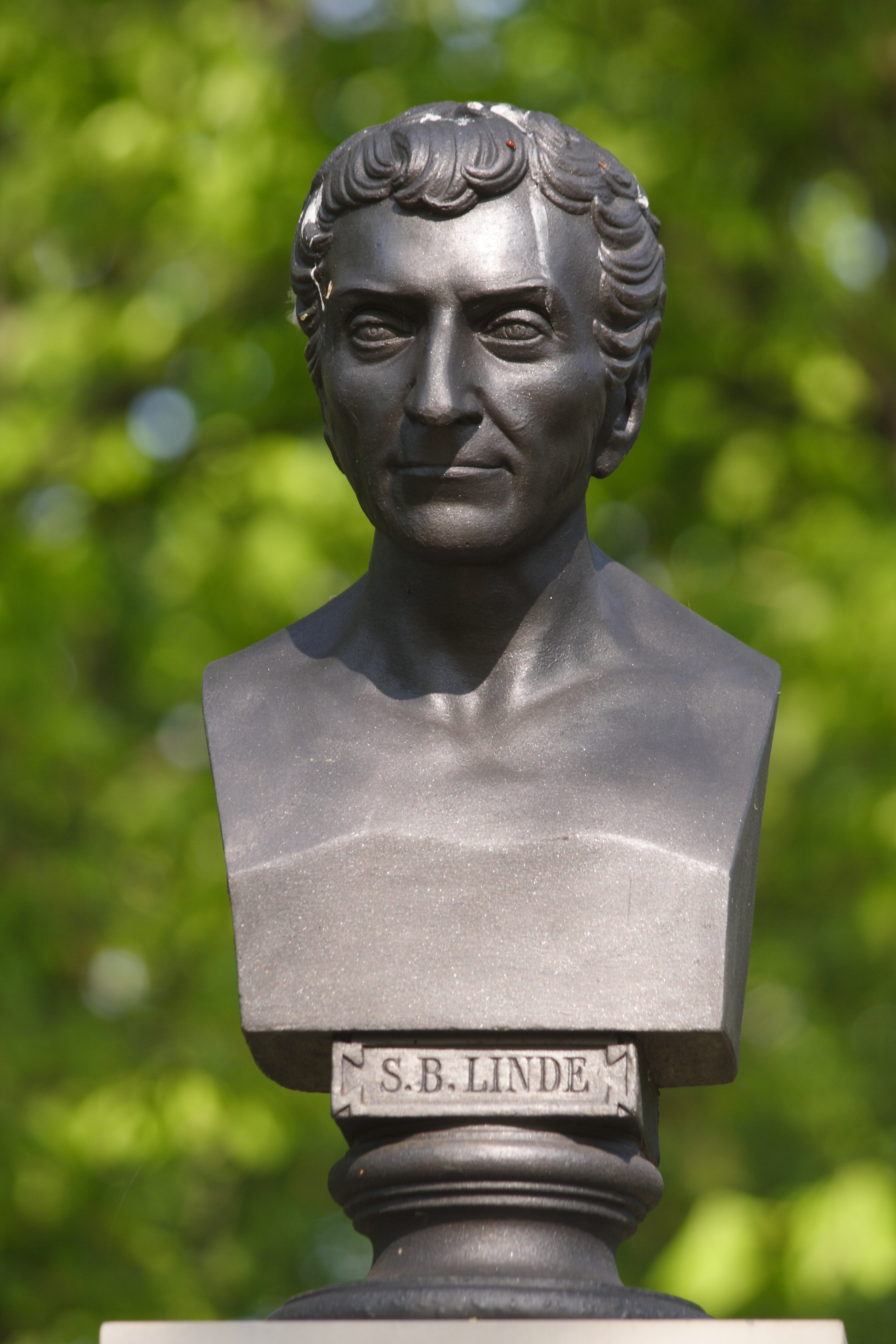
Popiersie Samuela Lindego

Dzieło zostało wysoko ocenione przez współczesnych. W 1816 za ukończoną pracę nad słownikiem Linde został odznaczony przez namiestnika Królestwa Polskiego Józefa Zajączka złotym medalem z napisem „Za Słownik polskiego języka – Ziomkowie. 1816” .
7 grudnia 1826 Linde za swój słownik otrzymał również polskie szlachectwo oraz własny herb Słownik. Zawierał on na tarczy herbowej wizerunek jego słownika języka polskiego wraz z rosyjskim określeniem слово – słowo. Był to wariant wcześniejszego herbu z nobilitacji należącego do rodu Linde o nazwie Lipa. Został on nadany autorowi przez ówczesnego zwierzchnika Królestwa Polskiego cara Mikołaja I i jako nadany za osobiste zasługi herb własny przysługiwał on tylko jednej rodzinie herbownych potomków Lindego .
Wydanie dzieła w początkach XIX wieku uczcili utworami poetyckimi polscy poeci P. Czajkowski oraz Kazimierz Brodziński, który w 1815 ogłosił Odę z okoliczności ukończenia Słownika .

## Znaczenie
Wydanie słownika Lindego było wybitnym oraz pionierskim dokonaniem nie tylko polskiej leksykografii. Budziło ono również uznanie wśród europejskich językoznawców. W 1808 jedna z pierwszych recenzji dzieła ukazała się w „Gazecie powszechnej literackiej”, niemieckojęzycznej gazecie poświęconej literaturze, która ukazywała się w Halle:

„Wydany świeżo Słownik Polski (...) należy do najważniejszych zjawisk nowo rozpoczętego wieku i zaspokaja to utęsknienie z jakim od dawna miłośnicy nauki językowej oczekiwali podobnego dzieła” 

Słownik Samuela Bogumiła Lindego uznawany jest przez językoznawców za kamień milowy polskiej leksykografii. August Bielowski uznał go za ewenement w skali europejskiej: „Dał on obraz języka naszego w rozmiarach tak wielkich, jakich wtedy nie tylko u nas, ale i gdzie indziej nie było jeszcze przykładu” .
Podobnie ocenił go polski slawista Aleksander Brückner, doceniając dodatkowo wkład Lindego na polu slawistyki: „Jeżeli już tym samym wyprzedzał wszystkie prace współczesne na polu słownikarskim, to zjednał sobie nową zasługę porównywaniem słownictwa całej Słowiańszczyzny, wszystkich jej narzeczy: nie tylko jest słownikiem polskim, lecz wszechsłowiańskim i dlatego cenili go tak wysoko slawiści współcześni, Dobrowolski i Kopitar, Wostokow i Jungmann” .
Zenon Klemensiewicz zaznaczył, że w momencie wydania nie miał on odpowiednika w innych językach słowiańskich, a także znacznie wyprzedza Linde leksykografów europejskich . Słownik Lindego pojawił się przed odpowiadającymi mu pod względem merytorycznym niemieckim słownikiem Deutsches Wörterbuch Jacoba Grimma opublikowanym po raz pierwszy w 1854 roku czy słownikiem czesko-niemieckim Josefa Jungmanna wydanym w latach 1834–1839 .
Słownik Lindego uważany jest również za nowatorski w dziedzinie warsztatu leksykograficznego i stawiany jest za wzór słownika jednojęzycznego o naukowym charakterze.

## Krytyka
Jednym z zarzutów stawianych Lindemu, m.in. przez Witolda Doroszewskiego, było przekształcanie oryginalnych cytatów.
Ponadto słownik wprowadził kilka tysięcy wyrazów nieistniejących w polszczyźnie, a utworzonych sztucznie na podstawie języków słowiańskich; co prawda słowa te są wyróżnione gwiazdką, ale tak samo potraktowane zostały przestarzałe i rzadkie jednostki leksykalne. Ten zarzut był jednocześnie uznawany za zaletę oraz innowację przez innych recenzentów, slawistów m.in. Aleksandra Brücknera . Słownik pominął również część wyrazów zapożyczonych[./Słownik_języka_polskiego_(Samuel_Bogumił_Linde)#cite_note-CITEREFŻmigrodzki2003140-5 [5]].
Za wadę uznano także fakt, że dzieło oparto na niepełnym materiale źródłowym z lat 1550–1800, całkowicie pomijając źródła sprzed XVI wieku. Dodatkowo wzięto pod uwagę tylko źródła drukowane, zupełnie nie uwzględniając literatury rękopiśmiennej. W słowniku występują również liczne błędy etymologiczne charakterystyczne dla stanu naukowej wiedzy XIX-wiecznej .

## Wydania
Całość wydawnictwa opublikowano w Polsce kilkakrotnie:
- Słownik języka polskiego, Samuel Linde, 6. tomów, druk własny i Drukarnia Xsięży Pijarów, Warszawa (1807–1814). Dane techniczne wydawnictwa: rozmiar każdego tomu 23x30 cm, ilość stron ok. 600 każdy tom, druk dwuszpaltowy[2] .
- Słownik języka polskiego, Samuel Linde, 6. tomów, w edycji Augusta Bielowskiego, Lwów (1854–1860),
- Słownik języka polskiego, Samuel Linde, 6. tomów, reprint, Państwowy Instytut Wydawniczy, Warszawa, (1951),
- Słownik języka polskiego, Samuel Linde, 6. tomów, reprint, Wyd. „Gutenberg-Print”, Warszawa (1994–1995), ISBN 83-86381-50-7.

Słownik był digitalizowany wielokrotnie w kraju i za granicą  .